# Björn Bergmann Sigurðarson
Björn Bergmann Sigurðarson (Akranes, 1991. február 26. –) izlandi válogatott labdarúgó, posztját tekintve csatár.

## Pályafutása
Bekerült a 2011-es U21-es labdarúgó-Európa-bajnokságon részt vevő U21-es válogatott keretébe. 2018. május 11-én bekerült Heimir Hallgrímsson szakvezető 23 fős végleges keretébe, amely a 2018-as labdarúgó-világbajnokságon vesz részt.

## Válogatott góljai
| #  | Időpont           | Helyszín                              | Ellenfél | Gólok | Eredmény | Kiírás                           |
| -- | ----------------- | ------------------------------------- | -------- | ----- | -------- | -------------------------------- |
| 1. | 2017. március 24. | Loro Boriçi Stadium, Shkodra, Albánia | Koszovó  | 1–0   | 2–1      | 2018-as világbajnokság selejtező |

## Sikerei, díjai
- FC København
  - Dán kupa: 2014–15

- Molde
  - Norvég bajnok 2014, 2022
  - Norvég kupa: 2014, 2021–22